# Supermarine S.6
El Supermarine S.6 (posteriormente designado S.6A) fue un hidroavión de carreras monoplaza y monomotor británico de la década de 1920, construido por Supermarine y diseñado por su diseñador jefe, R. J. Mitchell, que perfeccionó el anterior Supermarine S.5 para producir un avión más grande y más potente. Se construyeron dos aviones, N247 y N248, para participar en el concurso del Trofeo Schneider de 1929. Rolls-Royce produjo el motor R para el nuevo avión totalmente metálico. Los problemas iniciales del motor, como el poco tiempo entre revisiones y el calor generado cuando se aumentaba la potencia del motor a 1400 kW (1900 hp) se resolvieron unos meses antes de que los aviones se completaran en las instalaciones de Supermarine en Woolston, Southampton.
El día antes de la carrera de 1929, se descubrió que uno de los pistones del N247 estaba defectuoso; el mismo fue reemplazado durante la noche. La carrera del día siguiente la ganó el equipo británico, con el N247 llegando primero con una velocidad de 528,88 km/h, mientras que el N248 estableció récords mundiales en circuito cerrado de 50 y 100 km. Para la carrera de 1931, el S.6 fue rediseñado como Supermarine S.6B, al adoptar una versión más potente del motor R. Los dos S.6 existentes fueron mejorados hasta alcanzar un nivel similar al de los S.6B, pero el N247 resultó destruido antes de la competición durante un accidente fatal. Los S.6B fueron retirados después del concurso de 1931. El S.6A superviviente está en exhibición en el museo Solent Sky en Southampton.

## Diseño y desarrollo

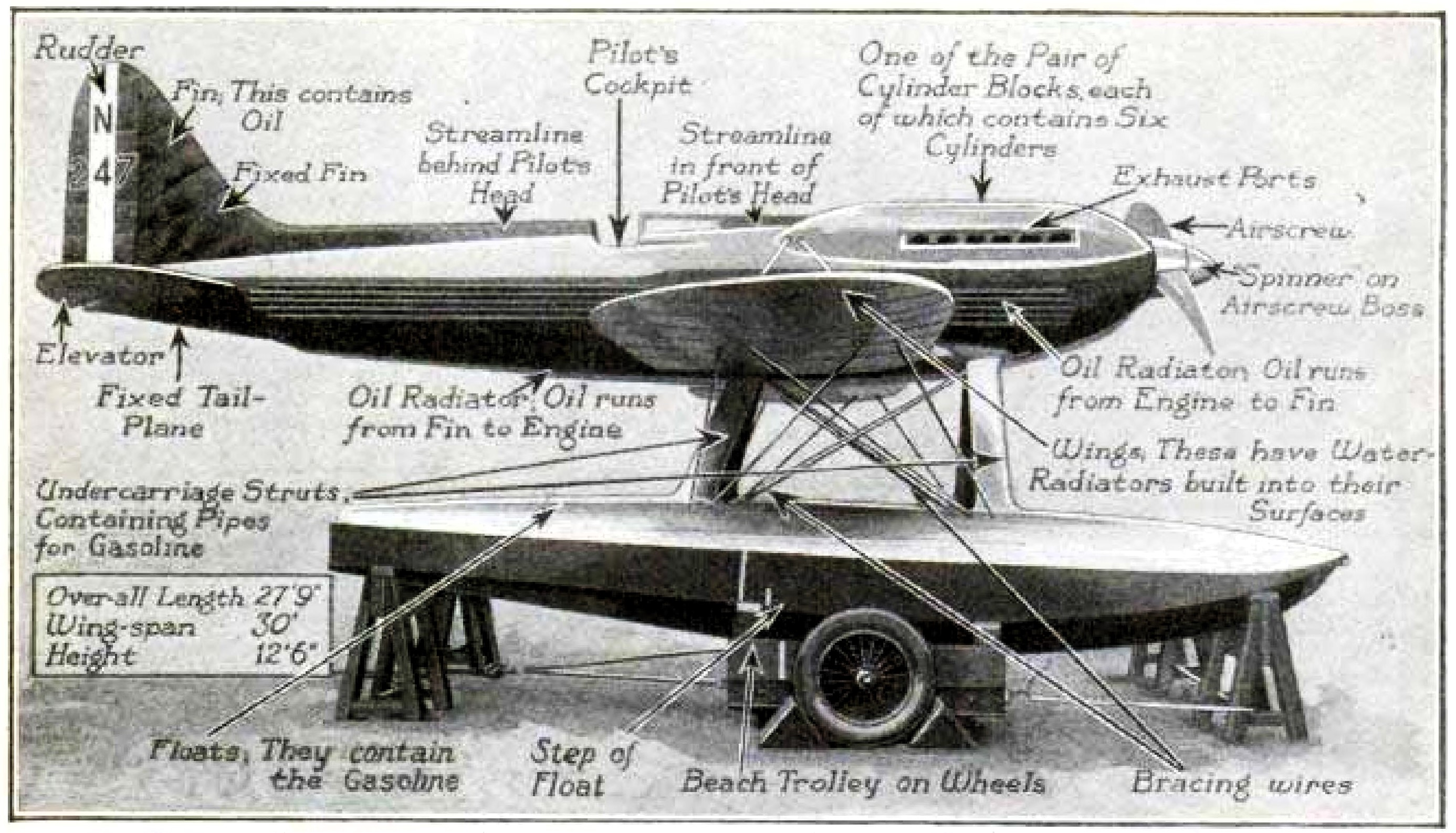
Ilustración del S.6 en Popular Mechanics (diciembre de 1929).

Tras el éxito del Supermarine S.5 en el concurso del Trofeo Schneider de 1927, el diseñador jefe de Supermarine, R. J. Mitchell, diseñó su sucesor, el Supermarine S.6, según la especificación 8/28. Perfeccionando el diseño del S.5 anterior, Mitchell diseñó un avión más grande totalmente metálico. Las alas con estructura de metal del S.6 fueron diseñadas para construirse con aluminio, a fin de ayudar a reducir el peso total de la aeronave. Para lograr la sustentación requerida, las alas se hicieron 91 cm más largas que las del modelo S.5, más ligero.
La industria aeronáutica durante la Primera Guerra Mundial había agotado casi todo el suministro mundial de abeto curado, un requisito para los aviones de madera en ese momento, y por lo tanto, el Gobierno británico consideró que la capacidad de producir aviones construidos en metal para cualquier conflicto futuro era esencial.
Una innovación de Mitchell fue el uso de radiadores de duraluminio en la superficie de las alas. Fabricados tanto para soportar las fuerzas que tendían a provocar que las alas se retorcieran, como para minimizar la resistencia del aire, estaban hechos de dos espesores de metal que permitían que el agua pasara entre ellos.

### Motor Rolls-Royce R
Como Supermarine consideró que el motor Napier Lion VIIB de 650 kW (875 hp) no podía seguir desarrollándose, en febrero de 1929 el Gobierno británico indicó a Rolls-Royce que podía proceder a producir el motor R para Supermarine. El motor, una adaptación del Rolls-Royce Buzzard, fue diseñado y fabricado para el 4 de mayo, pero se descubrió que esta máquina se sobrecalentaba después de 15 minutos. A mediados de julio, muchos de los problemas iniciales del motor se habían resuelto, pero las válvulas seguían causando dificultades. El tiempo entre revisiones se pudo extender a cinco horas cuando se diluyó el combustible y la potencia del motor se pudo aumentar a 1400 kW (1900 hp) a una frecuencia de 3000 rpm. El motor necesitaba 730 L de gasolina para completar una carrera, ya que consumía combustible a un ritmo de 0,27 L por segundo. En julio de 1928, Mitchell recibió dibujos del motor de Rolls-Royce, que utilizó para trabajar en la mejora de las cualidades aerodinámicas del avión.
Para ayudar a aliviar los problemas de refrigeración del motor causados por el alto régimen de generación de calor, el S.6 poseía radiadores de superficie integrados en los flotadores y en las alas. Se proporcionó refrigeración adicional mediante aire que fluía a través de la estructura interna de las alas. El nuevo motor pesaba 690 kg, un peso que significaba que debía soportarse mejor moviendo ligeramente los puntales del flotador hacia adelante. El aumento del consumo de combustible obligó a que ambos flotadores tuvieran que incorporar depósitos de combustible de acero.
En febrero de 1929, Supermarine recibió autorización para construir dos máquinas para el concurso de ese año. Los aviones (con matrículas designadas N247 y N248) fueron construidos conjuntamente en sus fábricas de Woolston, Southampton.

## Historia operacional

El recorrido del Trofeo Schneider de 1929.

Los dos S.6 fueron entregados en Calshot en agosto de 1929 para ser operados por el Destacamento de Alta Velocidad de la RAF. El N247 voló por primera vez el 10 de agosto y el N248 quince días después. Poco después de que el N247 llegara a Calshot, se descubrió que uno de los flotadores estaba tan bajo en el agua durante el despegue que hizo que el avión girara en la superficie. Las ondulaciones fueron suficientes para permitir que el N247 despegara. Un problema de sobrecalentamiento se solucionó instalando radiadores adicionales.
Cuando un participante británico, un Gloster VI, se vio obligado a retirarse por problemas de motor, los únicos dos participantes británicos que quedaron fueron los S.6, por lo que se preparó el S.5 (N219) para la competición. Durante una última comprobación del N247, se descubrió una viruta de metal en una bujía, lo que revelaba un pistón defectuoso. Estaba prohibido sustituir todo el motor una vez instalado, pero se podían cambiar componentes antes de la carrera. El bloque del motor fue cambiado durante la noche (por ingenieros especialistas de Rolls-Royce de un grupo que había llegado a Southampton desde Derby para ver la carrera), de modo que el motor funcionaba sin problemas al comienzo del día siguiente.
La carrera del Trofeo Schneider de 1929 tuvo lugar frente a la costa inglesa al norte de la isla de Wight, en condiciones climáticas ideales y con al menos un millón de personas reunidas a lo largo de las playas para presenciar el evento. El N247, pilotado por el oficial de vuelo H.R.D. Waghorn, llegó primero con una velocidad de 528,88 km/h. El N248 fue descalificado al girar dentro de uno de los postes indicadores, pero aun así, estableció récords mundiales en circuito cerrado de 50 y 100 km durante su recorrido. Tras la victoria, el primer ministro británico, Ramsay MacDonald, prometió públicamente su apoyo oficial al concurso de 1931, una decisión que posteriormente fue revocada por el Gobierno.
Para la carrera del Trofeo Schneider de 1931, que también se celebró en Calshot, el S.6 se adaptó para llevar una versión más potente de 1750 kW (2350 hp) del motor R. Se construyeron dos nuevos aviones, denominados Supermarine S.6B. Los dos S.6 existentes, ahora designados como S.6A, fueron equipados con nuevos flotadores, áreas de refrigeramiento adicionales y superficies de control equilibradas estáticamente. Los cuatro aviones fueron puestos a punto para alcanzar un nivel de calidad similar. Durante el vuelo inicial del N247 mejorado el 2 de junio, el piloto experimentó niveles peligrosos de aleteo de cola (una forma de resonancia), que sólo se alivió cuando se fijaron masas al timón.
El plan británico para el concurso de 1931 era volar uno de los S.6B, el S1595, alrededor del recorrido solo, con el N248 en reserva. Si tanto el S1595 como el N248 fallaban en sus intentos, se utilizaría el N247. Sin embargo, el N247, pilotado por el teniente de la Armada G.N. Brinton, resultó destruido en un accidente fatal en el despegue durante un ejercicio de entrenamiento previo a la competición. El N248 permaneció como parte del equipo, pero no voló en la carrera. El S1595 ganó una carrera en la que sólo participaron aviones británicos.

## Aeronaves en exhibición

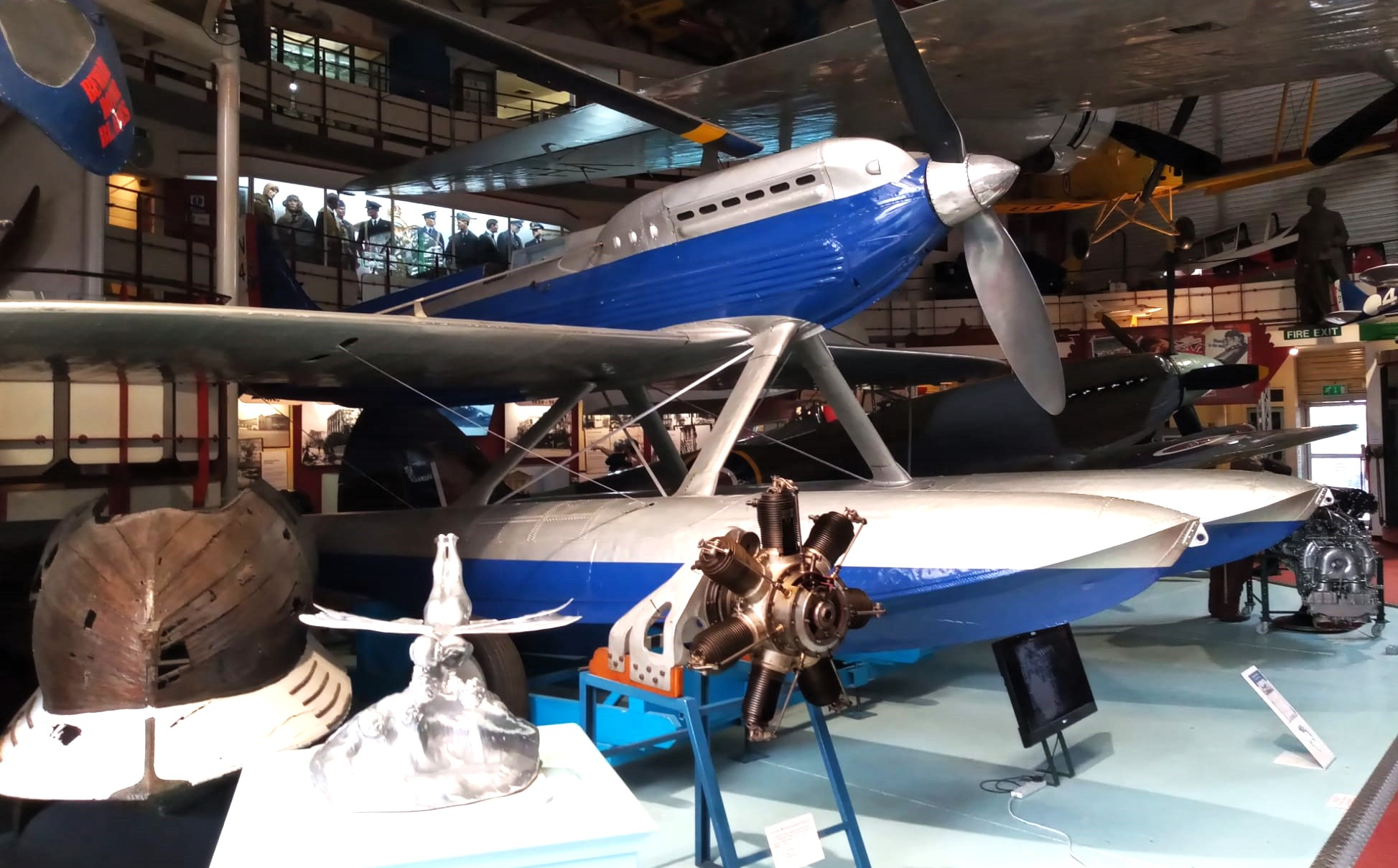
El Supermarine S.6 (N248) superviviente en el museo Solent Sky de Southampton.

El N248 se utilizó en la película biográfica británica de 1942 sobre Mitchell, The First of the Few. Hasta la década de 1960, el avión se exhibió incorrectamente como el S.6B S1596 como atracción turística en un edificio adyacente al Royal Pier, Southampton. El S.6A fue restaurado a partir de 1983 y repintado con su esquema original de 1931. Se puede ver en exhibición en el museo Solent Sky en Southampton.

## Operadores
Reino Unido
- Real Fuerza Aérea

## Especificaciones (N247)
Referencia datos: Supermarine Aircraft since 1914 (1981)

### Características generales
- Tripulación: Uno (piloto)
- Longitud: 7,9 m (25,8 ft) (7,70 m sólo el fuselaje)
- Envergadura: 9,1 m (30 ft)
- Altura: 3,7 m (12,2 ft)
- Superficie alar: 13,5 m² (145,3 ft²)
- Perfil alar: RAF 27[20]
- Peso vacío: 2028 kg (4469,7 lb)
- Peso cargado: 2618 kg (5770,1 lb)
- Planta motriz: 1× motor lineal V12 refrigerado por líquido Rolls-Royce R.
  - Potencia: 1400 kW (1930 HP; 1904 CV) a 2900 rpm durante 1 h
- Hélices: Bipala de paso fijo

### Rendimiento
- Velocidad máxima operativa (Vno): 576 km/h (358 MPH; 311 kt) (récord mundial de la época)
- Velocidad de descenso: 153 km/h

## Aeronaves relacionadas

### Desarrollos relacionados
- Supermarine S.5
- Supermarine S.6B

### Secuencias de designación
- Secuencia Numérica (interna de Supermarine): ← 179 - 184 - 185 - 186 - 187 - 188 - 189 →
- Secuencia S._ (interna de Supermarine): ← S.3 - S.4 - S.5 - S.6 - S.6A - S.6B